# Seiji Miyaguchi
Seiji Miyaguchi (jap. 宮口 精二, Miyaguchi Seiji; * 15. November 1913 in Tokio, Japan; † 12. April 1985) war ein japanischer Schauspieler.

## Leben
Seiji Miyaguchi wurde im Westen vor allem durch die Filme von Akira Kurosawa bekannt. Seine berühmteste Rolle war die des schweigsamen Schwertmeisters Kyūzō, der einer der sieben Samurai in dem Film Die sieben Samurai war. Seit Mitte der 1940er Jahre war er bis zuletzt in mehr als 100 Film- und Fernsehproduktionen zu sehen.
Er starb 1985 an Lungenkrebs.

## Filme (Auszug)
- 1943: Judo Saga – Die Legende vom großen Judo (Sanshiro Sugata)
- 1952: Einmal wirklich leben (Ikiru)
- 1954: Die sieben Samurai (Shichinin no samurai)
- 1957: Das Schloss im Spinnwebwald (Kumonosu jō)
- 1958: Der Rikschamann (Muhōmatsu no isshō)
- 1960: Die Bösen schlafen gut (Warui yatsu hodo yoku nemuru / 悪い奴ほどよく眠る)
- 1963: Koto (古都 Koto)
- 1964: Verbotene Leidenschaft (Akai Satsui)
- 1968: Admiral Yamamoto (Rengo kantai shirei chôkan: Yamamoto Isoroku)
- 1980: Shogun

## Auszeichnungen
- 1955: wurde er für seine Rolle als Schwertmeister Kyūzō in „Die sieben Samurai“ als Bester Nebendarsteller beim Mainichi Film Award ausgezeichnet.